# Шести помесни сабор
Помесни сабор Лаодикијски познат још и као Шести помесни сабор је одржан у малоазијском граду Лаодикеји, Фригијау, другој половини 4. века, а пре Другог васељенског сабора. 
То је био помесни скуп епископа и водећих свештеника из Мале Азије. Одржан је током 363. и 364. године, недуго након смрти римског цара Јулијана Одступника, којом је окончан последњи покушај да се у Римском царству обнови паганизам, али је и део царских територија пао под власт, према хришћанству непријатељски расположене сасанидске Персије.
Сабор у Лаодикеји је донео низ канонских правила за Цркву и вернике, који се тичу литургијске праксе, понашања свештеника и верника, ограничења приликом Евхаристије и одређивања библијског Канона. Један од најважнијих канона је била забрана хришћанима да празнују јеврејски Сабат, односно да се одмарају искључиво на Дан Господњи, односно недељу.
Сабор ограничава јавно читање у цркви само на канонске књиге Старог и Новог Завета. Наводи се списак књига Новог завета, који садржи 26 књига, све осим Књиге Откривења, и Стари завет, који садржи 22 књиге, плус књигу Баруха и Писмо Јеремије.
Није познато колико је тачно епископа присуствовало овом сабору. Сабор је донео укупно шездесет канона.